# Micro Bit
Micro Bit (també conegut com a BBC Micro Bit o estilitzat com a micro:bit) és un sistema incrustat de maquinari de codi obert basat en ARM dissenyat per la BBC per utilitzar-lo en educació informàtica al Regne Unit. Es va anunciar per primera vegada en el llançament de la campanya Make It Digital de la BBC el 12 de març de 2015 amb la intenció de lliurar 1 milió de dispositius als alumnes del Regne Unit. El disseny i les característiques finals del dispositiu es van donar a conèixer el 6 de juliol de 2015 mentre que el lliurament real dels dispositius, previst inicialment per al setembre de 2015 a les escoles i l'octubre de 2015 al públic en general, va començar el 10 de febrer de 2016.
El dispositiu es descriu com la meitat de la mida d'una targeta de crèdit i té un processador ARM Cortex-M0, sensors d'acceleròmetre i magnetòmetre, connectivitat Bluetooth i USB, una pantalla formada per 25 LED, dos botons programables i pot ser alimentat per ja sigui USB o una bateria externa. Les entrades i sortides del dispositiu són a través de cinc connectors d'anell que formen part d'un connector de vora més gran de 25 pins. L'octubre de 2020, es va llançar una placa v2 físicament gairebé idèntica que inclou un microcontrolador Cortex-M4F, amb més memòria i altres funcions noves.

## Història
El micro:bit va ser dissenyat per animar els nens a participar activament en l'escriptura de programari per a ordinadors i en la construcció de coses noves, en lloc de ser consumidors de mitjans. També va ser dissenyat per treballar juntament amb altres sistemes (com ara el Raspberry Pi) i basar-se en el llegat de la BBC amb la BBC Micro per a la informàtica a l'educació. La BBC planejava regalar l'ordinador gratuïtament a tots els nens de 7 anys (d'11 i 12 anys) a Gran Bretanya a partir d'octubre de 2015, al voltant d'un milió de dispositius. Abans del llançament, es va posar a disposició un simulador en línia per ajudar els educadors a preparar-se i alguns docents havien de rebre el dispositiu el setembre de 2015. El dispositiu estava previst per a la venda general a finals de 2015. Tanmateix, els problemes van retardar el llançament fins al 22 de març de 2016.

## Maquinari

### v1
- Nordic nRF51822: microcontrolador ARM Cortex-M0 de 32 bits 16 MHz, 256 KB de memòria flash, 16 KB de RAM estàtica, xarxes sense fils de baixa energia Bluetooth 2.4 GHz. El nucli ARM té la capacitat de canviar entre 16 MHz o 32.768 kHz.[5][6]
- NXP/Freescale KL26Z: microcontrolador bàsic ARM Cortex-M0+ de 48 MHz, que inclou un controlador USB 2.0 On-The-Go (OTG) de velocitat completa, utilitzat com a interfície de comunicació entre USB i el microcontrolador nòrdic principal. Aquest dispositiu també realitza la regulació de la tensió des del subministrament USB (4,5-5,25 V) fins als 3,3 volts nominals utilitzats per la resta de la PCB. Quan funciona amb piles, aquest regulador no s'utilitza.
- NXP/Freescale MMA8652: sensor d'acceleròmetre de 3 eixos mitjançant bus I²C.[7]
- NXP/Freescale MAG3110: sensor magnetòmetre de 3 eixos mitjançant bus I²C (per actuar com a brúixola i detector de metalls).[7]
- Connector microUSB, connector de bateria, connector de vora de 25 pins.[7][8]
- Pantalla formada per 25 LED en una matriu de 5×5.
- Tres polsadors tàctils (dos per a aplicacions, un per a reiniciar).[9]

### v2
- Nordic nRF52833: microcontrolador ARM Cortex-M4 de 32 bits 64 MHz, memòria flash 512 KB, RAM estàtica 128 KB, xarxa sense fils de baixa energia Bluetooth 2.4 GHz proporcionada per Nordic S113 SoftDevice, sensor de temperatura integrat.
- NXP/Freescale KL27Z: microcontrolador central ARM Cortex-M0+ de 48 MHz, preprogramat com a controlador USB 2.0 de velocitat completa, utilitzat com a interfície de comunicació entre USB i CPU.
- ST LSM303 o NXP FXOS8700: acceleròmetre i sensor magnetòmetre combinat de 3 eixos mitjançant bus I²C.
- Micròfon Knowles MEMS amb un indicador LED integrat.
- Jiangsu Huaneng MLT-8530 visual magnètic.
- Connector MicroUSB, connector de bateria JST PH, connector de vora de 25 pins.
- Display format per 25 LED en una matriu de 5×5.
- Tres polsadors tàctils (dos per a aplicacions, un per a reiniciar) i un botó sensor tàctil.

## Programari
Hi ha tres editors de codi oficials al lloc web de micro:bit Foundation :
- Microsoft MakeCode
- MicroPython
- Scratch

L'experiència de programació de Python al Micro Bit la proporciona MicroPython. Els usuaris poden escriure scripts Python a l'editor web Micro Bit que després es combinen amb el microprogramari MicroPython i es pengen al dispositiu. Els usuaris també poden accedir al MicroPython REPL que s'executa directament al dispositiu mitjançant la connexió sèrie USB, que els permet interactuar directament amb els perifèrics del Micro Bit.